# Castrocontrigo
Castrocontrigo là một đô thị trong tỉnh León, Castile và León, Tây Ban Nha. Dân số khoảng 1075 người năm 2005.